# Li Zijun
Li Zijun (Chinees: 李子君; Changchun, 14 december 1996) is een Chinees voormalig kunstschaatsster. Li is viervoudig Chinees kampioene. Ze nam deel aan de Winterspelen in Sotsji, waar ze als veertiende eindigde bij de vrouwen.

## Biografie
Li werd op 14 december 1996 geboren in de Chinese miljoenenstad Changchun. Na goede resultaten bij de junioren – de negende en vijfde plaats bij de WK junioren en de bronzen medaille bij de Olympische Jeugdwinterspelen 2012 – maakte ze in het seizoen 2012/13 de overstap naar de senioren. Bij haar deelname aan de Olympische Winterspelen 2014, eindigde ze als veertiende bij de vrouwen. Bij haar vier deelnames aan de Wereldkampioenschappen kunstschaatsen werd ze 7e (2013), 17e (2014), 9e (2015) en 11e (2016). Dezelfde vier jaren werd ze bij het Viercontinentenkampioenschap achtereenvolgens 5e, 3e, 5e en 10e.
Na afloop van het olympische seizoen beëindigde Li de samenwerking met haar coach Li Mingzhu. Vanaf oktober 2014 trainde ze onder leiding van Gao Haijun. Li stopte begin 2018 met kunstschaatsen en maakte in november officieel haar afscheid bekend.
Li is getrouwd en heeft een dochter.

## Persoonlijke records
Behaald tijdens ISU-wedstrijden. 
|                     | punten | datum      | toernooi          |
| ------------------- | ------ | ---------- | ----------------- |
| Hoogste totaalscore | 188.06 | 23-04-2017 | World Team Trophy |
| Hoogste korte kür   | 065.39 | 31-03-2016 | WK                |
| Hoogste lange kür   | 128.30 | 20-04-2017 | World Team Trophy |

## Belangrijke resultaten
| Kampioenschap                | 09/10  | 10/11 | 11/12 | 12/13         | 13/14         | 14/15         | 15/16         | 16/17         |
| ---------------------------- | ------ | ----- | ----- | ------------- | ------------- | ------------- | ------------- | ------------- |
| Olympische Spelen            |        |       |       |               | 14e           |               |               |               |
| Wereldkampioenschap          |        |       |       | 7e            | 17e           | 9e            | 11e           | 21e           |
| Viercontinentenkampioenschap |        |       |       | 5e            | Brons         | 5e            | 10e           | 7e            |
| Aziatische Spelen            |        |       |       |               |               |               |               | Zilver        |
| Nationaal kampioenschap      | Zilver | Goud  | Goud  | Goud          |               | Goud          |               |               |
| Olympische Jeugdspelen       |        |       | Brons | geen deelname | geen deelname | geen deelname | geen deelname | geen deelname |
| WK junioren                  |        | 9e    | 5e    | geen deelname | geen deelname | geen deelname | geen deelname | geen deelname |
| Junior Grand Prix-finale     |        | Brons | 4e    | geen deelname | geen deelname | geen deelname | geen deelname | geen deelname |